# Matajur
De Matajur is een bergtop die gelegen is in de Julische Alpen, in de vallei van de Isonzo op de grens tussen Italië en Slovenië.

## Eerste Wereldoorlog
De Matajur was tot en met de Eerste Wereldoorlog Oostenrijks-Hongaars grondgebied en was strategisch erg belangrijk in de Slag bij Caporetto in 1917. Op 26 oktober van dat jaar slaagde luitenant (later veldmaarschalk) Erwin Rommel erin om met slechts 150 soldaten deze belangrijke bergtop in te nemen en 150 Italiaanse officieren, 9000 manschappen en 81 stuks geschut buit te maken. O.a. met deze actie slaagde de alliantie van Oostenrijk-Hongarije en Duitsland erin de Slag bij Caporetto van Italië te winnen.

## Wielrennen
Op 10 juli 2021 finisht de negende etappe van de Ronde van Italië voor vrouwen 2021 op de flanken van de Matajur op een hoogte van 1267 meter.